# Maite Embil
Maite Fernández Domingo (Ciudad de México; 18 de abril de 1973), conocida como Maite Embil, es una actriz mexicana. Es sobrina del tenor Plácido Domingo y nieta de la soprano Pepita Embil.

## Biografía
Sus inicios son en 1990, cuando participa en la obra infantil Merlín 2000, más tarde en Oliver y Don Juan Tenorio, en la que realiza el personaje de 'Doña Inés'. 
En 1992 viaja a Nueva York para estudiar actuación en el Instituto de Teatro y Cine Lee Strasberg, durante dos años y medio. Después vuelve a México para protagonizar la telenovela La paloma, en la cual participa cantando el tema del melodrama, con su tío Plácido Domingo. 
Tras el accidentado final de la telenovela, que termina luego de que su protagonista perdiera la vida, decide probar suerte en España, donde actúa en el musical El diluvio que viene. 
Ha participado en telenovelas como Tres mujeres junto a Erika Buenfil, Alexis Ayala, Karyme Lozano y Jorge Salinas y en Así son ellas interpretando a la villana principal actuando junto a Lourdes Munguía, Leticia Perdigón, Gabriela Goldsmith y Cecilia Gabriela. 
En 2001 antagoniza la nueva versión de El derecho de nacer junto a Kate del Castillo, Saúl Lisazo, Diana Bracho, Carlos Bracho y Sabine Moussier. 
En 2003 da vida a 'Carolina' en Rebeca compartiendo créditos con Mariana Seoane, Ricardo Álamo, Pablo Montero, Ana Patricia Rojo y Gaby Espino, telenovela de reparto internacional producida en Miami y que es transmitida por Venevisión. 
En teatro, también participa en el montaje de Drácula al lado de Alejandro Camacho y en la obra Las leandras. 
En 2003 participa en la película La tregua, por la que es nominada al Ariel. 
En 2005 participó en la telenovela El amor no tiene precio como "Clara" actuando junto a Susana González, Víctor Noriega, Eugenia Cauduro y Víctor González, de Televisa y Fonovideo.
En 2006 se integra a la producción venezolana Olvidarte jamás, en la que interpreta a 'Florencia Montero' junto a Sonya Smith, Gabriel Porras y Martha Julia.
En 2007 es el año en el que regresa a México para integrarse al elenco de la telenovela de época Pasión como una de las antagonistas, compartiendo créditos con Fernando Colunga, Susana González,  Sebastián Rulli, Daniela Castro y Maya Mishalska.
En 2008 antagoniza la telenovela de Venevisión y Univision, Alma indomable al lado de Scarlet Ortiz, José Ángel Llamas y Luis Jose Santander.
En 2008 es invitada a actuar en Cuidado con el ángel, al lado de Maite Perroni y William Levy.
En 2011 viaja a Italia para grabar su primer material discográfico a dúo con su esposo Alan.
En ese mismo año Maite Embil se integra a las grabaciones de la telenovela Una maid en Manhattan actuando junto a Litzy, Eugenio Siller y Vanessa Villela, producción de Telemundo y la productora estadounidense Sony Pictures en Miami Florida.
En 2013 da vida al personaje de "Celeste" en la telenovela Marido en alquiler junto a Juan Soler, Maritza Rodríguez, Miguel Varoni y Roberto Manrique.
En 2015 regresa a Telemundo participando en la telenovela ¿Quién es quién? compartiendo créditos con Danna Paola, Eugenio Siller, Fernando Carrera, Kimberly Dos Ramos, Sandra Destenave entre otros.

## Vida personal
En 2007 contrajo matrimonio con el cantante Alan, exintegrante de Magneto.
El 11 de mayo de 2015 después de casi 10 años de relación y 8 años de matrimonio confirmaron oficialmente su separación en un comunicado de prensa en Miami, Florida.

## Filmografía

### Televisión
| Año       | Título                     | Personaje                                            |
| --------- | -------------------------- | ---------------------------------------------------- |
| 2021      | La suerte de Loli          | Bertha Morales                                       |
| 2020      | 100 días para enamorarnos  | Angélica Quintero                                    |
| 2017      | Vikki RPM                  | Romina Bonetti                                       |
| 2015-2016 | ¿Quién es Quién?           | Nora                                                 |
| 2014      | Voltea pa' que te enamores | Georgina de la Parra                                 |
| 2013-2014 | Marido en alquiler         | Celeste Porras                                       |
| 2011-2012 | Una maid en Manhattan      | Belinda Delgado                                      |
| 2009-2010 | Alma indomable             | Amanda                                               |
| 2008-2009 | Cuidado con el ángel       | Leticia de Lizárraga                                 |
| 2007-2008 | Pasión                     | Rita Darién de Márquez/Rita Darién de Mancera y Ruiz |
| 2006      | Olvidarte jamás            | Florencia Montero de la Nuez                         |
| 2005      | El amor no tiene precio    | Clara                                                |
| 2003      | Rebeca                     | Carolina Montalbán                                   |
| 2002-2003 | Así son ellas              | Florencia Linares                                    |
| 2001      | El derecho de nacer        | Matilde del Junco Armenteros                         |
| 1999-2000 | Tres mujeres               | Andrea Ibáñez                                        |
| 1995      | La paloma                  | Emilia López Yergo                                   |

### Programas de televisión
- Escándalos (2015 - 2016) - Camila Carvajal / Carmen Rosa Pereira de Mujica
- Tómame o déjame (serie de televisión) (2015) - Lara
- Historias de la Virgen Morena (2013)
- El gordo y la flaca (2004)
- Mujer, casos de la vida real (2001)

### Cine
- La tregua (2003) - Blanca Santome

## Premios y nominaciones

### Premios TVyNovelas
| Año  | Categoría                 | Telenovela   | Resultado |
| ---- | ------------------------- | ------------ | --------- |
| 2000 | Mejor actriz de reparto   | Tres mujeres | Nominada  |
| 1996 | Mejor revelación femenina | La paloma    | Nominada  |
| 1996 | Lanzamiento Femenino      | La Paloma    | Nominada  |